# 筒井順覚
筒井 順覚（つつい じゅんかく）は、南北朝時代から室町時代にかけての武将。大和国の国人で、興福寺衆徒。史料上確認できる最初の筒井家当主。

## 生涯
筒井氏は、大和国の西北部（添下郡・平群郡）に結成された武士の一揆的集団・戌亥脇党の一員。鎌倉時代の結成当初は目立つ存在ではなかったが、南北朝時代の順覚の頃には有力な存在として台頭してきた。
元中2年/至徳2年（1385年）、初めて順覚の名が現れ、翌元中3年/至徳3年（1386年）には、興福寺の衆中（官符衆徒）沙汰衆の1人として順覚の名前が見える。
元中9年/明徳3年（1392年）に南北朝の合体が行われた後も、幕府方と旧南朝（後南朝）方の争いは続いており、応永11年（1404年）7月、後南朝方の箸尾為妙と十市遠重により筒井氏（順覚か）は攻められ、敗れた筒井氏は本拠である筒井郷を焼かれた。これを受け幕府は使者を遣わして合戦を停止させ、応永13年（1406年）2月、足利義満は軍勢を派遣して箸尾氏・十市氏を破り、両氏から所領を没収した。
応永21年（1414年）、多武峰寺と宇陀郡の沢氏の間で合戦が発生。幕府はこれを制止したが収まらず、越智氏が沢氏に加勢し、また十市氏や布施氏、高田氏ら諸氏も出陣するなど、戦いの規模も大きなものとなっていた。興福寺の学侶や衆徒たちは協議のうえ、幕府に私合戦の停止を訴え、これを機に幕府は衆徒・国民を上洛させて、私合戦の停止を誓わせた。この時の誓約には筒井氏も加わっている。
応永29年（1422年）5月、筒井舜学房が死去。この舜学房が順覚であると推測される。
順覚の跡は孫の覚順が継ぎ、永享6年（1434年）に覚順が戦死すると、その伯父の順弘が家督を継いだ。